# 다카쓰카사 노부스케

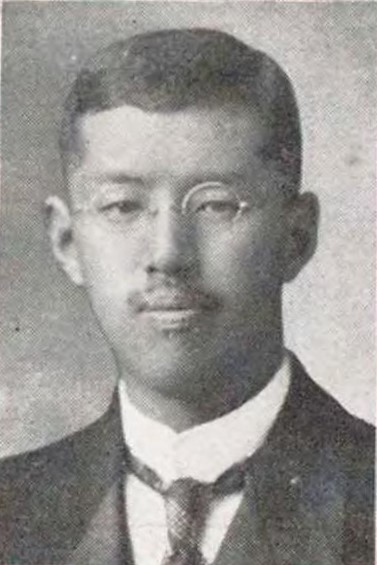
다카쓰카사 노부스케 공작 (1940년)

다카쓰카사 노부스케(일본어: 鷹司信輔)는 일본의 조류학자이다. 별명은 새공작(鳥の公爵). 오섭가의 일문인 다카쓰카사가 제26대 당주.
다카쓰카사 히로미치 공작의 아들로서 도쿄시 고지마치구에서 태어났다. 부인은 도쿠가와 이에사토 공작의 장녀 다카노미야 야스코이다.

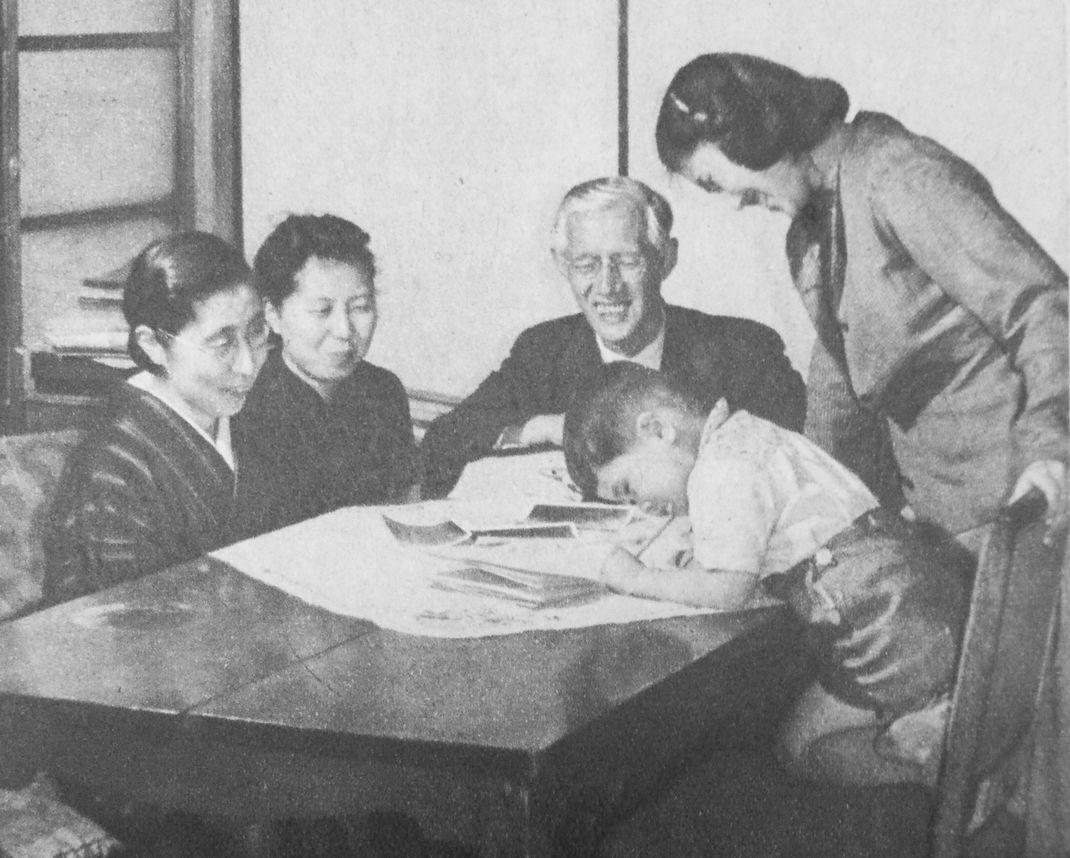
다카쓰카사 일가 (1949년)